# Briscous
Briscous település Franciaországban, Pyrénées-Atlantiques megyében. Lakosainak száma 2920 fő (2022. január 1.). Briscous Urt, Hasparren, Mouguerre és Urcuit községekkel határos.

## Népesség
A település népességének változása:
| Lakosok száma | 2633 | 2647 | 2659 | 2782 | 2806 | 2879 | 2878 | 2882 | 2876 | 2920 |
|               | 2010 | 2013 | 2015 | 2016 | 2017 | 2018 | 2019 | 2020 | 2021 | 2022 |